# Kragsturzbogen

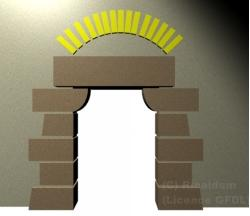
Kragsturzbogen, hier mit konvexen Kämpferkonsolen, echtem Sturz (und zusätzlich einem Entlastungsbogen oberhalb)

Kragsturzbogen (auch Kragsturz, Konsolensturz, Konsolbogen, Schulterbogen) nennt man im Bauwesen einen auf zwei viertelkreisförmigen Kragsteinen (Konsolen) ruhenden, geraden Sturz über einer Tür- oder Fensteröffnung, der also kein echter Bogen ist.

## Konstruktion und Gestaltung
Zweck der Konstruktion ist, durch die beiden Kragsteine (Konsolen) die lichte Weite der Öffnung (Spannweite) eines bruchgefährdeten Sturzes zu verringern. Dabei ist der Sturz in der Regel massiv als Steinquader ausgeführt.

### Bogenvarianten
Ganz selten kann der Sturz aus einem scheitrechten Bogen konstruiert sein überspannt, was eine Mischform ergibt. 
Wird anstelle des Sturzes ein echter Bogen gesetzt, entsteht – bei einem Rundbogen – der Kleeblattbogen. Daher der Name „gerader“ Kleebogen für den Kragsturz, sonst sind zwischen den Kämpfern alle anderen Bogenformen auch möglich.
Mit dem Kleeblattbogen kann man dann schon Maueröffnungen in Serie nebeneinander auf Säulen stellen, was nur mit echten Bögen möglich ist.

### Kragsteine
Die Kragsteine könnten im Prinzip jede beliebige Form haben, die Hohlkehle (konkave Ausnehmung) bietet den meisten Durchlassfreiraum bei nötiger Stabilität des Steins, und hat auch die Eleganz des Bogens.
Mehrere Kragsteine oder Konsolen zur weiteren Verkürzung der Spannweite übereinandergelegt führen zum Kragbogen, was einen unechten Bogen (Kragbogen) ergibt.

Galerie
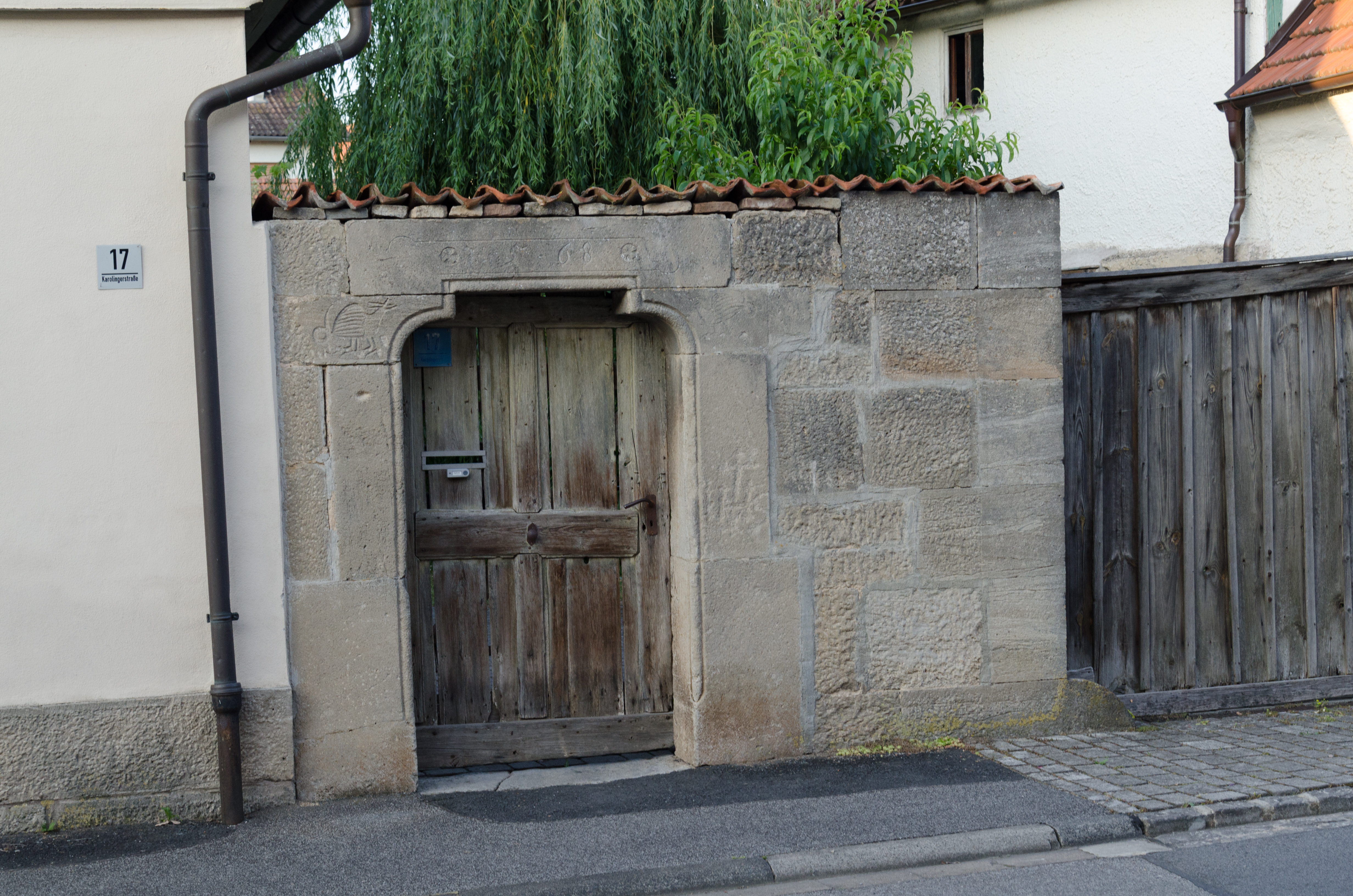
Kragsturz mit konkaven Konsolen an einer Pforte (Salz, Karolingerstraße 17)
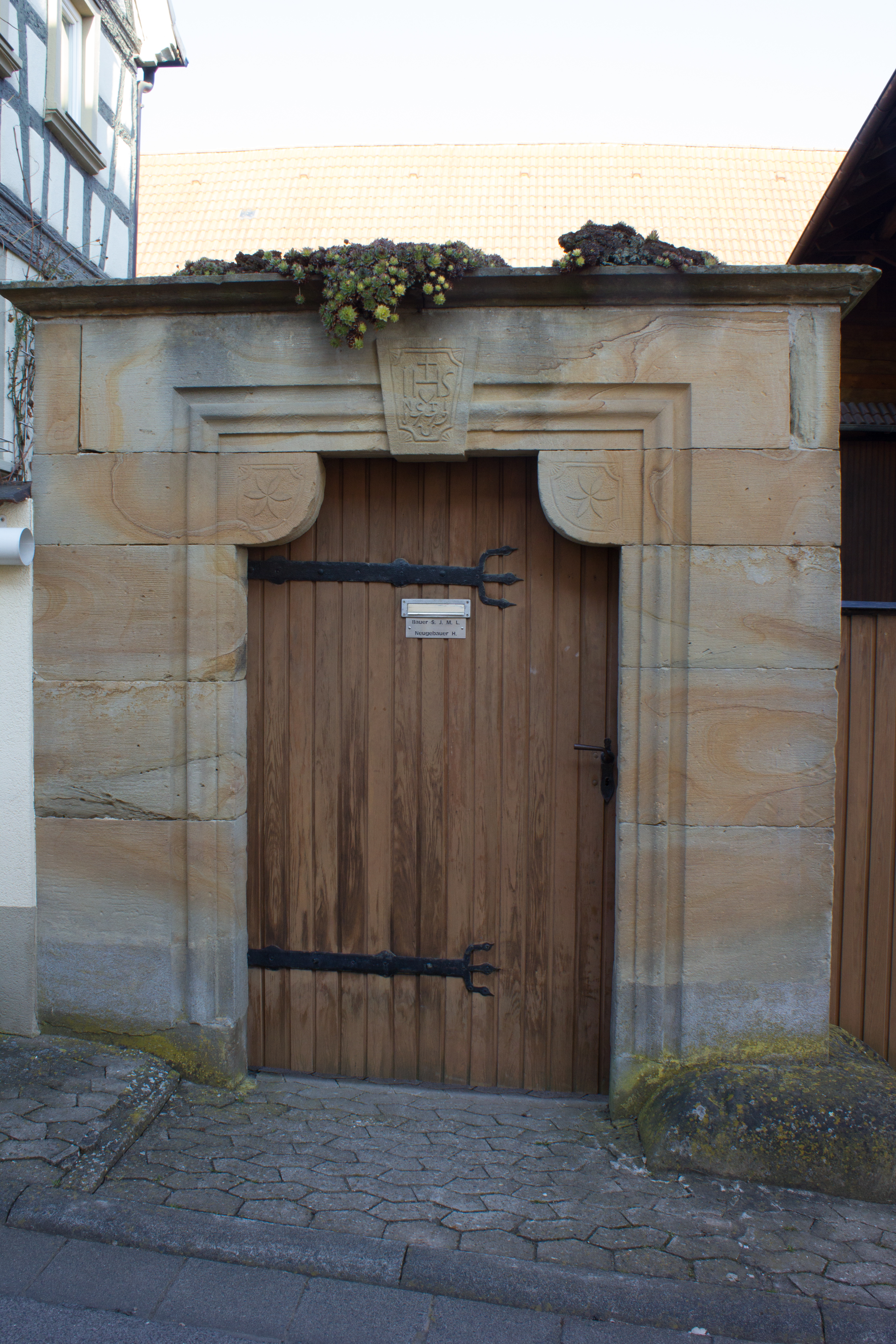
Kragsturz mit konvexen Konsolen an einer Pforte (Großeibstadt, Fürstgasse 6)
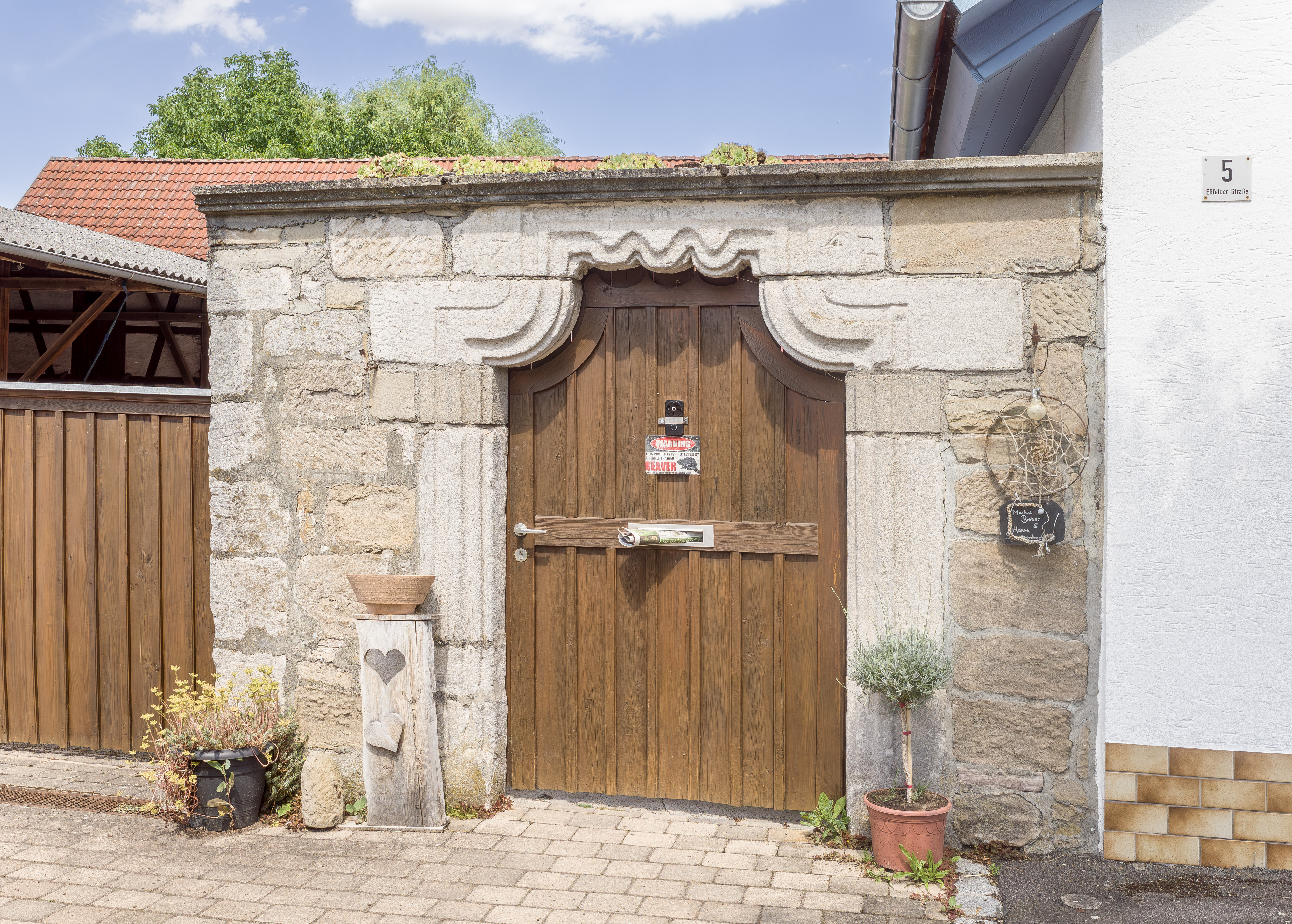
Kragsturz über einer Pforte, 1742 (Untereßfeld, Eßfelder Straße 5)
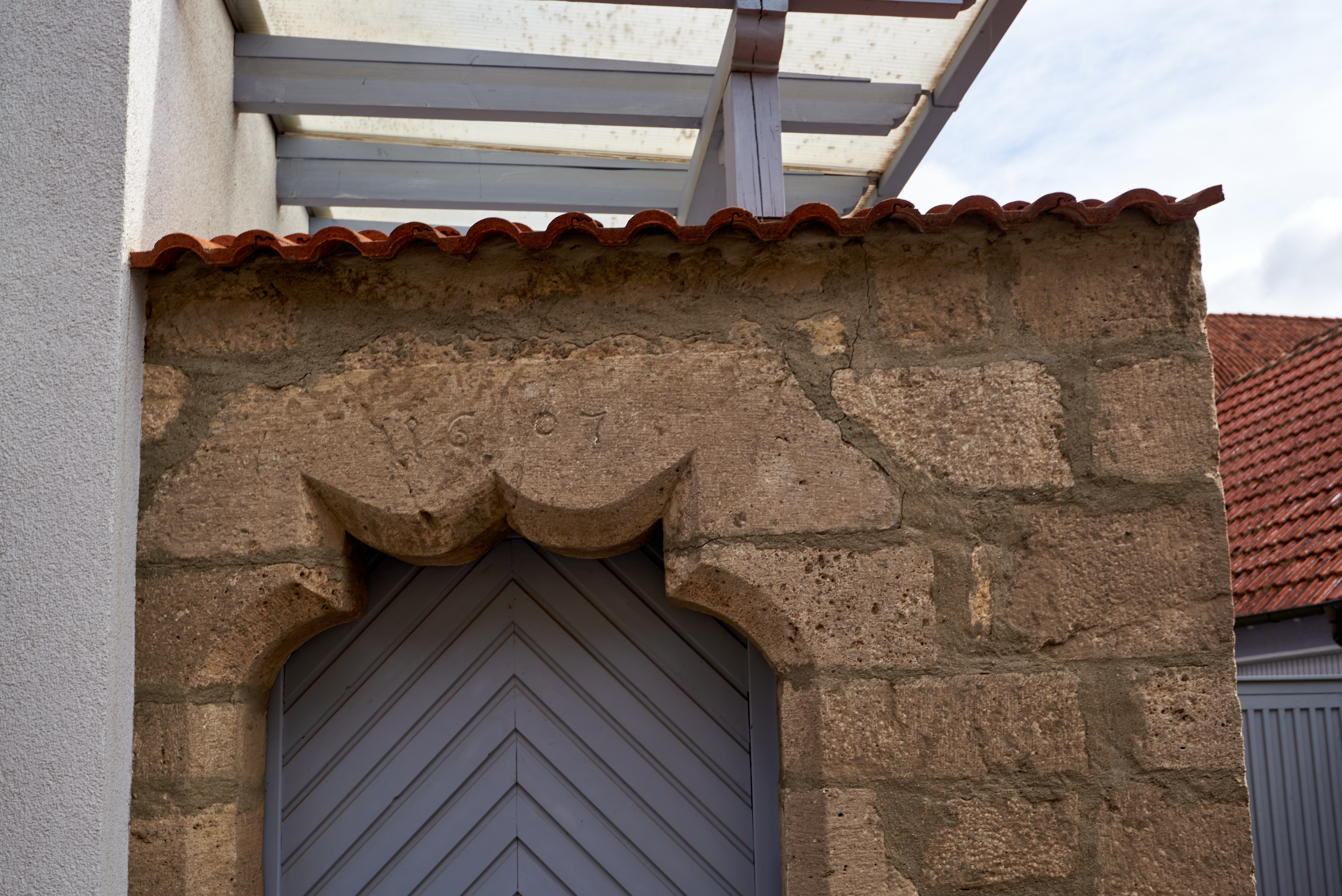
Kragsturz mit konkaven Konsolen an einer Pforte, 1607 (Heustreu, Bühlstraße 25)
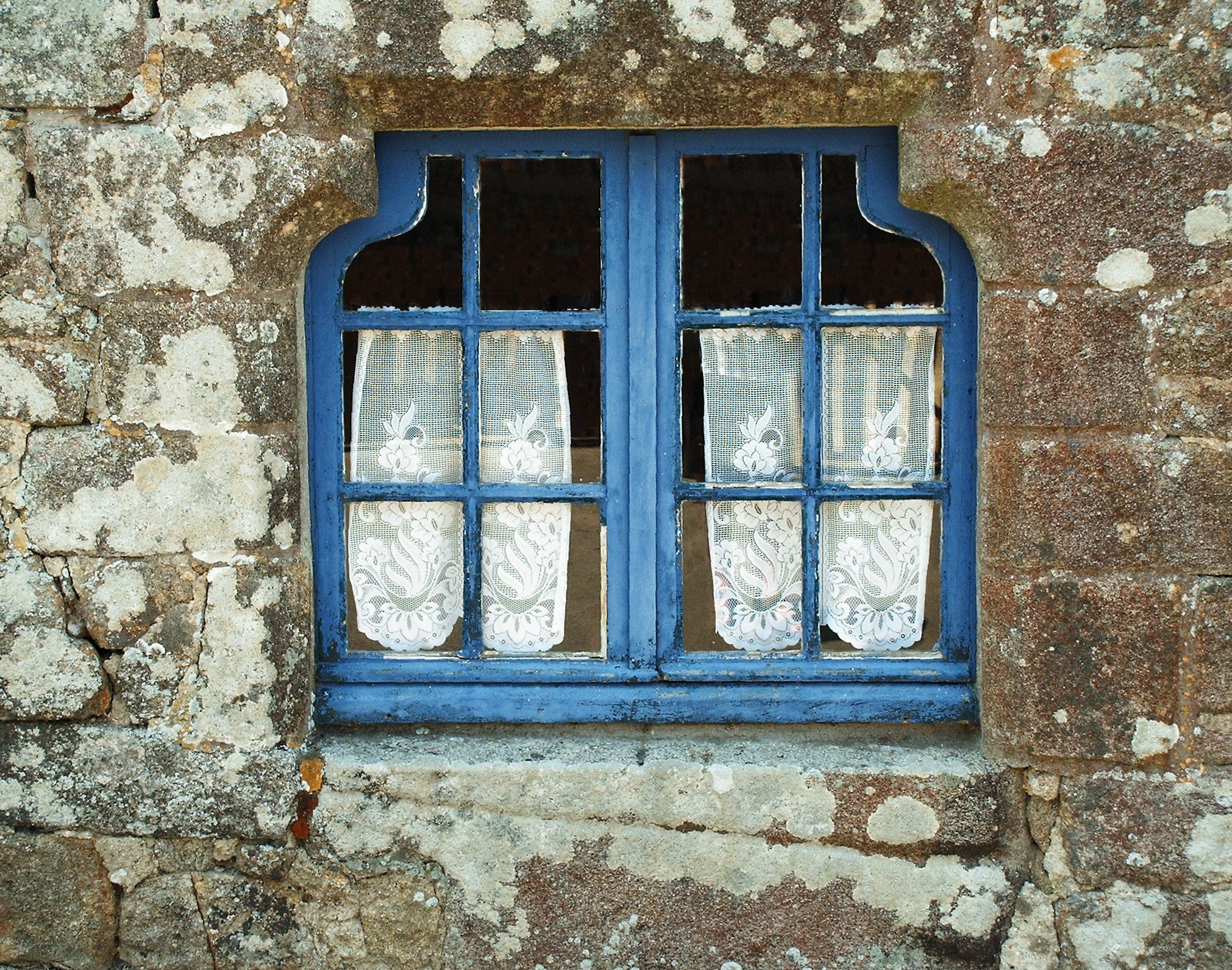
Schulterbogen über einem Fenster (Marktplatz von Locronan, Bretagne)
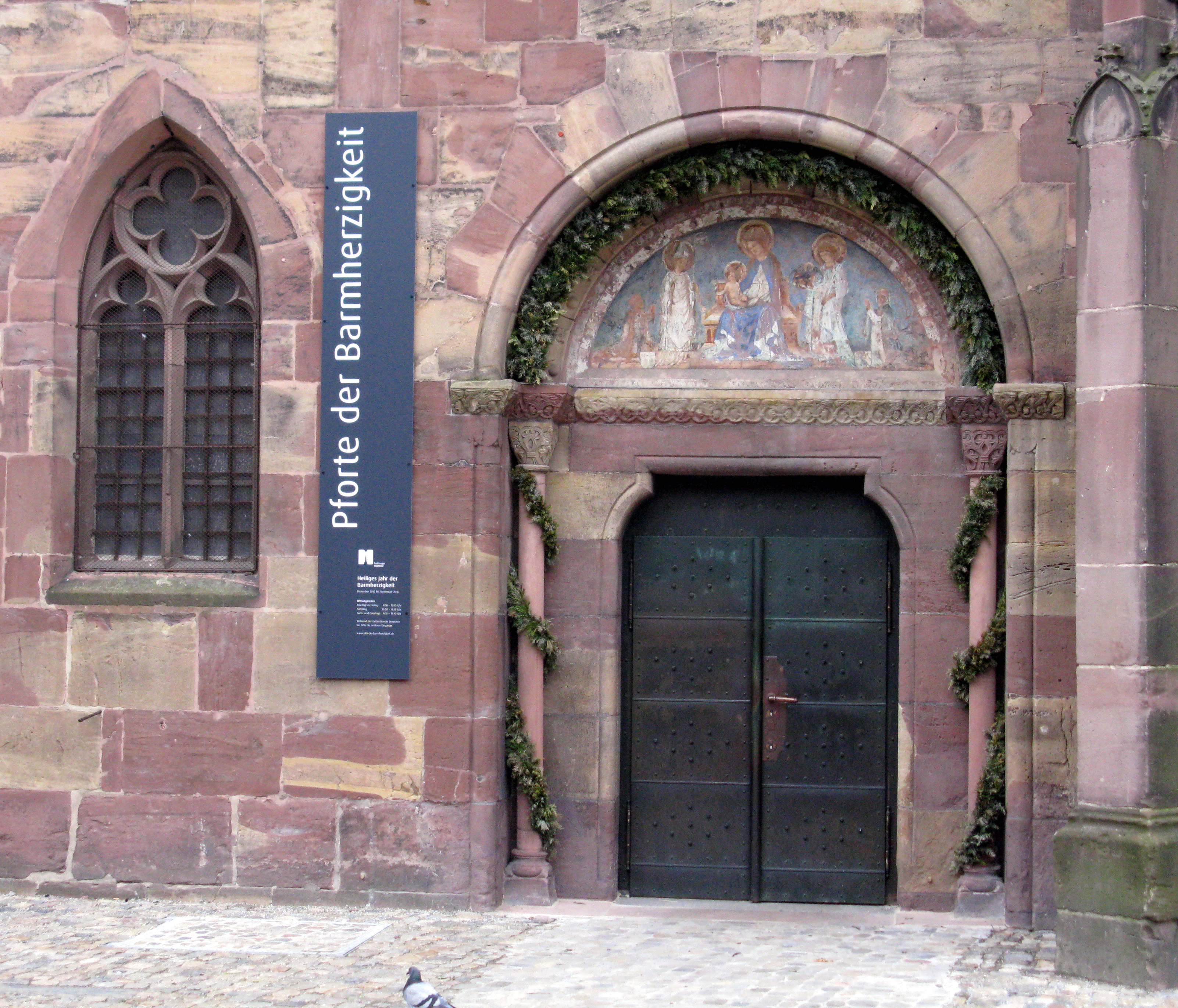
Schulterbogen am Freiburger Münster
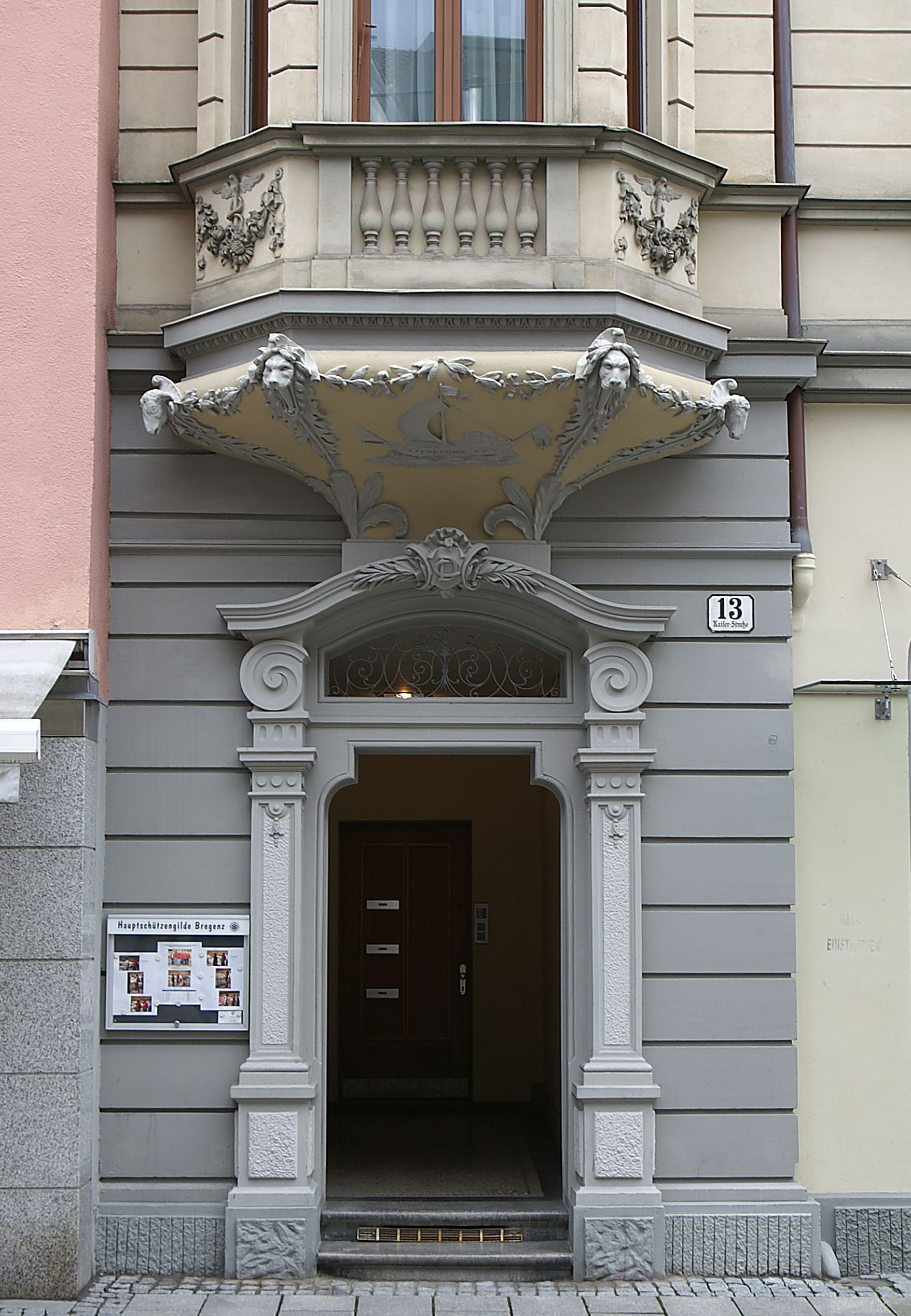
Schulterbogen über Portal, darüber ein Kämpferfenster (Bregenz, Kaiserstraße 13)
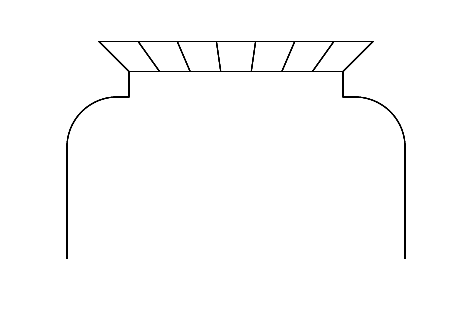
Kragsturz mit scheitrechtem Bogen (Schemazeichnung)